# Aspidifrontia rufescens
Aspidifrontia rufescens là một loài bướm đêm trong họ Noctuidae.